# Wayne Riley

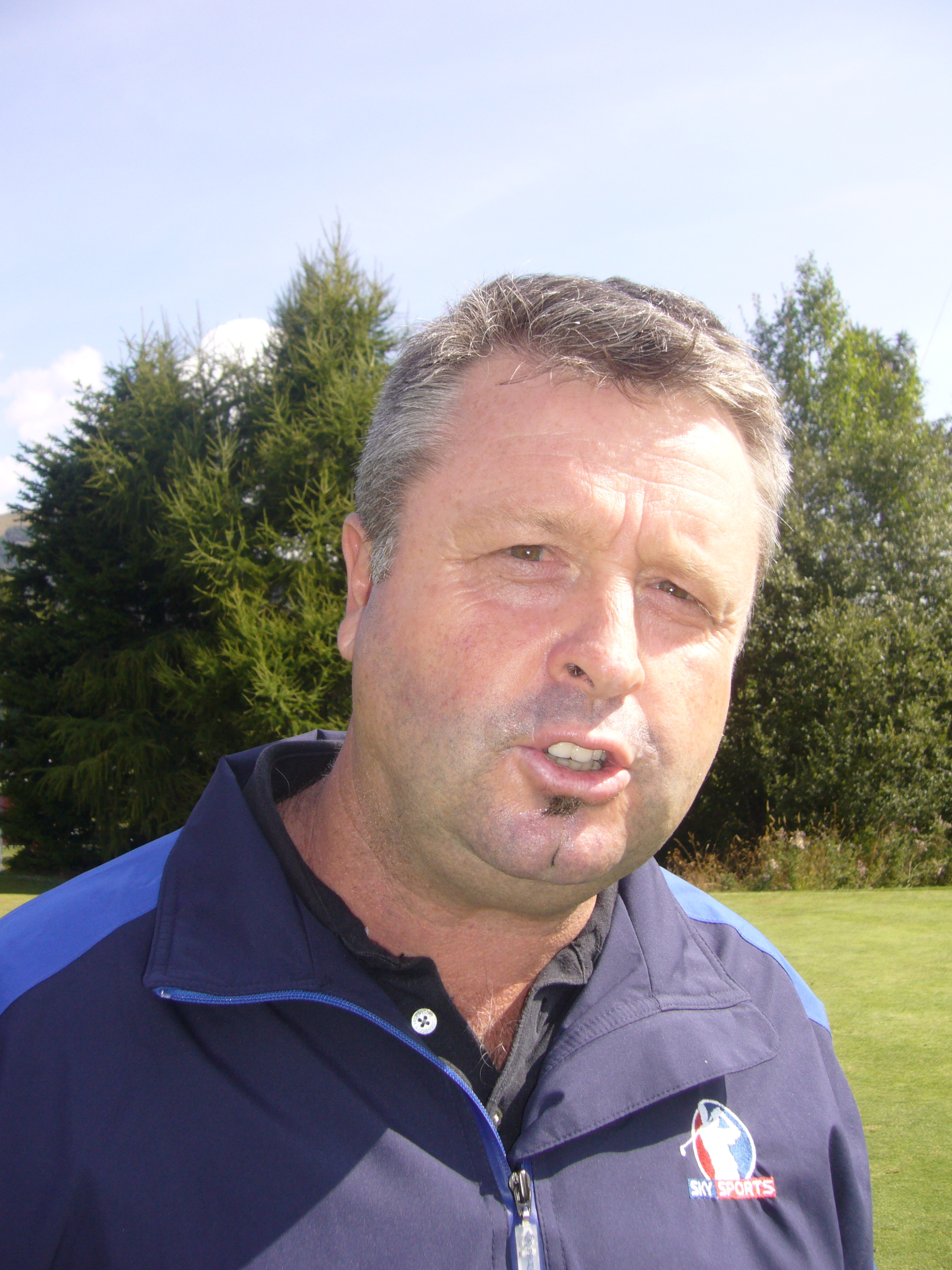
Bij de European Masters 2009.

Wayne Riley (Sydney, 17 september 1962) is een professioneel golfer uit Australië.
Riley werd in 1977 professional en speelde eerst op de Australasia Tour (AAT). Hij won enkele toernooien in Australië en Nieuw-Zeeland. In 1984 haalde hij zijn spelerskaart voor de Europese Tour (ET) via de Tourschool.
Riley behaalde in 1985 zijn eerste overwinning, het Schots Open. Een jaar later behaalde hij zijn tweede en laatste overwinning, het Portugees Open. Zijn topjaar was 1995. toen hij elfde op de Order of Merit werd.
Riley speelt niet meer competitief. Hij werkt sinds 2005 voor SKY Sports televisie en neemt interviews af op de banen waar gespeeld wordt.

## Gewonnen
- 1984: Victorian PGA Championship (AAT)
- 1985: U-Bix Classic (AAT)
- 1990: Air New Zealand/Shell Open (AAT)
- 1991: Australian Open (AAT)
- 1995: Scottish Open (ET)
- 1996: Portuguese Open (ET)

## Teams
- Alfred Dunhill Cup (namens Australië): 1996
- World Cup (namens Australië): 1997